# Informatie- en Adviescentrum inzake schadelijke sektarische organisaties
Het Informatie- en Adviescentrum inzake Schadelijke Sektarische Organisaties (IACSSO) is een Belgisch observatorium van sekten dat valt onder de Federale Overheidsdienst Justitie.
Het centrum werd opgericht onder de regering-Dehaene II krachtens de wet van 2 juni 1998 als gevolg van de aanbevelingen van een parlementair onderzoek "met het oog op de beleidsvorming  ter bestrijding van de onwettige  praktijken van de sekten en van de gevaren ervan voor de samenleving en voor het individu, inzonderheid voor de minderjarigen". Het IACSSO bestudeert het verschijnsel van de schadelijke sektarische organisaties in België en hun internationale bindingen en beschikt over een uitgebreide bibliotheek. Eric Brasseur werd directeur van de organisatie. Sinds de zomer van 2000 is het gevestigd in de gebouwen van de 'Espace Jacqmotte' in de Hoogstraat (Brussel) 139. Op 16 oktober 2017 ging Brasseur met pensioen en werd vervangen door Kerstine Vanderput.

## Voorzitter
- 1999-2005: kanunnik Adelbert Denaux met Henri de Cordes als plaatsvervanger. Sinds 2005 worden voorzitters verkozen onder de vaste leden van de Kamer van volksvertegenwoordigers
- 2005-2012: Henri de Cordes (MR) met Viviane Geuffens (CD&V) als plaatsvervanger
- 2012-2020: Luc Willems (Open Vld) met Ronald Planchard als plaatsvervanger.[2]
- 2020-2026: Guy Rapaille; vicevoorzitter Luc Willems.

## Publicaties
Het centrum publiceert sedert 1999:
- meerjarige activiteitenverslagen
- adviezen en aanbevelingen
- brochures.

## Veroordeling
Eind 2005 dagvaardt vzw Sahaja Yoga België het centrum omdat ze niet akkoord gaat met de inhoud van een advies over Sahaja Yoga International en de publicatie ervan op www.iacsso.be. In december 2005 beoordeelt de rechter in kort geding de vordering als ontvankelijk maar niet gegrond, waartegen Sahaja Yoga België vrijwel onmiddellijk beroep aangetekende. In juni 2006 oordeelt het Hof van Beroep dat de vordering ontvankelijk en gegrond is omdat het advies niet was voorbereid met de nodige objectiviteit en motivatie. In februari 2008 werd dit bevestigd door de rechtbank van eerste aanleg, maar het vonnis werd niet betekend en uitgevoerd gelet op het hoger beroep van de Belgische Staat in maart 2008. In zijn arrest van 12 april 2011 heeft het Hof van Beroep te Brussel, eerste kamer, vastgesteld dat de vzw Sahaja Yoga België geen afdoende bewijs kon leveren voor deze zogenaamde fouten begaan door het IACSSO, en heeft derhalve beslist dat haar klacht ongegrond was. Als antwoord op de argumenten van de vzw heeft het Hof vastgesteld dat de manier waarop het Centrum in zijn advies de aandacht had gevestigd op de risico's in verband met de praktijken en leringen van sahaja-yoga niet foutief was. Het Hof heeft ook geoordeeld dat het advies van het Centrum in overeenstemming was met het beginsel van vrijheid van gedachte, geweten en godsdienst vastgelegd in artikel 9 van het Europees Verdrag voor de Rechten van de Mens.
Bij ontbreken van beroep in Cassatie is deze uitspraak definitief.